# Patella-Insel
Die Patella-Insel (in Argentinien Isla Ruiz) ist eine kleine und dennoch markante Insel in der Gruppe der Joinville-Inseln vor der nordöstlichen Spitze der Antarktischen Halbinsel. Sie liegt 3 km nordwestlich der Ambush Bay vor der Nordküste der Joinville-Insel. 
Der Falkland Islands Dependencies Survey nahm 1953 Vermessungen der Insel vor. Deskriptiv benannt ist sie wegen ihrer Form nach der Gemeinen Napfschnecke (Patella vulgata). Namensgeber der in Argentinien gültigen Benennung ist vermutlich ein Teilnehmer einer von 1955 bis 1956 durchgeführten argentinischen Antarktisexpedition.